# Žuráň
Žuráň (286 m n. m.) je návrší v katastru obce Podolí v okrese Brno-venkov, z něhož řídil 2. prosince 1805 Napoleon Bonaparte bitvu u Slavkova. Jde také o významné archeologické naleziště doby stěhování národů. Vrchol Žuráně není přírodním jevem, nýbrž na přírodním návrší uměle vybudovanou mohylou z hlíny a kamení, jejíž zachovaná část a archeologické stopy jsou chráněny jako kulturní památka České republiky.

## Původ názvu
Původ označení kopce je vysvětlován různě. Může mít základ snad ve slově šour, označujícím křivost, šikmost. Žuráň by tedy mohlo znamenat křivý, šikmý kopec. V místním nářečí se zachoval výraz „chodit šórem“, tedy „nakřivo“. V josefínském katastru je Žuráň uváděna pod názvem Šorajn, připomínající německé Schorain, Schurain, což znamená hraniční kopec či pozemek. Ve francouzských materiálech se v souvislosti s bitvou u Slavkova objevuje i pojmenování Císařovo návrší či Napoleonův stůl.

## Archeologické naleziště

### Objev a historie výzkumu

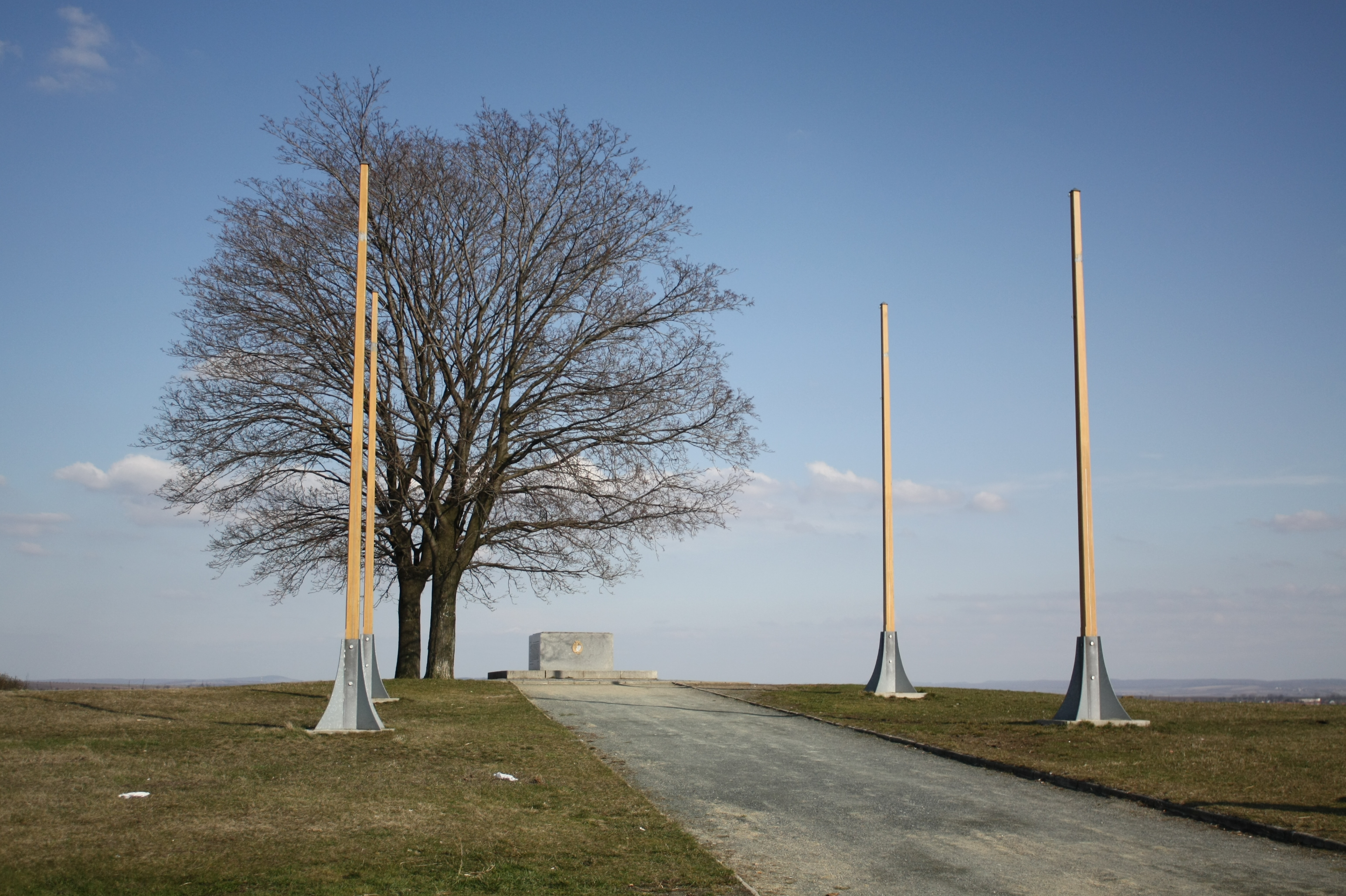
Vrchol Žuráně

Archeologická lokalita, návrší mohylovitého tvaru, se nachází na katastru obce Podolí, po pravé straně silnice II/430 (bývalé císařské silnice ve směru na Olomouc). V archeologické literatuře je známa od roku 1853, kdy historik Petr rytíř Chlumecký popsal objev, který byl učiněn při hluboké orbě nedlouho předtím, počátkem 50. let 19. století – narazilo se na množství velkých kamenů, dřevěné trámy a především koňské a lidské kostry, nalezeny byly zvláštní svícnovité železné předměty. Nálezová situace svědčila o tom, že na návrší byla objevena velká kamenná hrobka s dřevěným stropem (některé trámy nesly vyřezávanou výzdobu, např. ornament trojnásobného pletence), překrytá velkou mohylou. Zajímavé je, že mezi nálezy chyběly předměty, které patří ke standardní hrobové výbavě zemřelých – šperky v případě ženského nebo zbraně v případě mužského pohřbu. To vedlo k domněnce, že hrobka byla zřejmě nedlouho po uložení ostatků vyloupena.
K nálezu došlo v době, kdy archeologická disciplína (nejen) na Moravě byla ještě v plenkách. Až v letech 1948–1950 byl na návrší proveden rozsáhlý archeologický výzkum, který vedl Josef Poulík z tehdejšího Státního archeologického ústavu v Brně (nyní Archeologický ústav Akademie věd České republiky, Brno). Při něm byly odkryty celkem tři mohyly a dva komorové hroby (I, II) z doby stěhování národů. Jedna z mohyl skrývala kostrový hrob eneolitické kultury se šňůrovou keramikou, další pak překrývaly žárové pohřby podolské kultury pozdní doby bronzové. Výzkum zjistil i předměty pocházející z keltského žárového hrobu, které však nebyly v původním uložení.
Pozornost se ovšem soustředila především na hrobové komory mezi mohylami. Josef Poulík zjistil, že hrobka č. I, nacházející se na východní straně návrší, je hrob popsaný Petrem Chlumeckým. Šlo o impozantní prostor o rozměrech 4,5 x 4,5 m a hloubce 4 m; na jeho dně byly nalezeny kosti pěti až šesti koní, zbytky zpráchnivělého dřeva a další železný svícnovitý předmět, podobný nálezům z poloviny 19. století. Další komorový hrob č. II ve vzdálenosti cca 10 m směrem na SZ měl rozměry 490 x 670 cm a hloubku přes 6 m; při hloubení hrobové jámy byl porušen starší kostrový hrob, který byl zjištěn v její severní stěně. Žlábky při severní a jižní stěně dokládají konstrukci zastřešení, kůlové jamky kolem hrobové jámy pak jsou interpretovány jako pozůstatky konstrukce dřevěného „domu mrtvých“. Nálezy byly roztroušeny i v zásypu hrobu, což svědčí i o jeho vyloupení. Přesto však zde byly nalezeny předměty luxusního charakteru: zlomky pyxidy ze slonoviny s bohatou reliéfní výzdobou s křesťanskou tematikou (postava kráčejícího muže, nesoucího v ruce kříž, postava sedícího muže s knihou v ruce, postava anděla s křídly), vyrobené patrně někde v Sýrii na počátku 6. století; zlomky nádob (dvou pohárů a misky) z modrého a zeleného skla, na jedné z nichž jsou zbytky patrně řeckého nápisu; stříbrné nýty patrně z koňského postroje; zlaté kování, zřejmě z dřevěné misky; zlaté nitě (pozůstatky dlouhé zlatem protkávané tkanice); zbytky textilu určeného jako hedvábí. Tyto předměty tvořily součást luxusní výbavy asi čtyřicetileté ženy, která byla pohřbena spolu se dvěma koňmi, jejichž kostry byly v hrobě nalezeny rovněž. Antropologický průzkum kosterních ostatků pak zjistil, že žena zemřela ve věku asi čtyřiceti let za následky smrtelného zranění v oblasti pánve.
Nad oběma hrobovými komorami byla vybudována (za použití zeminy ze vzdálenosti cca 1 km a litavského vápence z ložiska vzdáleného asi 4 km) obrovská kruhová mohyla o průměru 65 m, o výšce asi 10 m a s vnější kamennou zdí, vysokou nejméně 1 m.

### Datování
Celý tento komplex byl od počátku zařazen do doby stěhování národů; bližší datování bylo dlouho nejasné, neboť nálezy z Poulíkova výzkumu byly podrobně publikovány a vyhodnoceny až v roce 1995. Josef Poulík dospěl v publikaci k závěru, že v hrobce byl pohřben langobardský král Wacho († 539) a že hrobku následně někdy na konci 6. nebo na počátku 7. století vyloupili Slované.
J. Poulík ovšem svou studii psal ve svých bezmála 85 letech, na závěr své profesní kariéry, kterou věnoval především období Velké Moravy a zvláště pak řízení Archeologického ústavu; novější názory specialistů na dotčené období stěhování národů jsou poněkud odlišné. Podle nich nelze s jistotou říci, kdo vlastně byl v mauzoleu, resp. v obou hrobových komorách pohřben, neboť k tomu nálezový soubor, zdecimovaný vyloupením, neposkytuje dostatek informací.
Závěry nejnovějších výzkumů však ženu, pohřbenou s luxusní výbavou v monumentální hrobce II, spojují se Silingou, třetí manželkou krále Wacha a matkou jeho jediného syna Walthariho, údajně zavražděného v nedospělém věku jeho nástupcem Audoinem.

Jednoznačně však lze říci, že zde byli ve dvou časových horizontech pohřbeni příslušníci nejvyšší vrstvy germánské aristokracie, a to do hrobu I v 2. polovině 5. století a do hrobu II v 1. polovině století šestého.

### Uložení
Všechny nalezené předměty jsou uloženy ve sbírkách Archeologického ústavu Moravského zemského muzea v Brně.

## Bitva u Slavkova

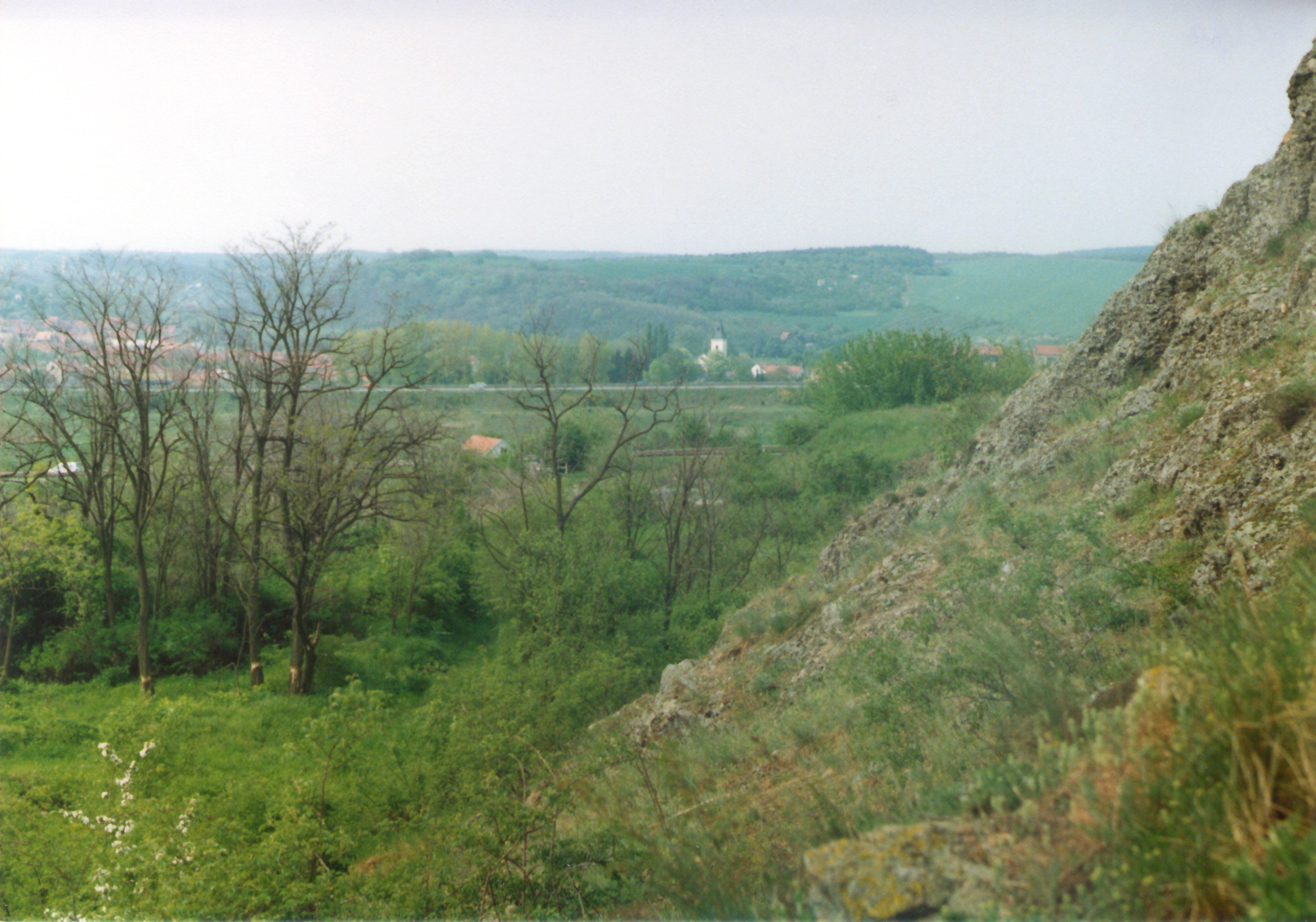
Lom u Žuráně, kde Napoleon přespal před bitvou

Dne 2. prosince 1805 došlo v okolí kopce ke střetnutí francouzské armády císaře Napoleona I. se spojeneckými vojsky ruského cara Alexandra I. a rakouského císaře Františka I. Ve štěrkovém lomu v Horce na západním úpatí kopce měl Napoleon v předvečer bitvy, 1. prosince hlavní stan a přenocoval zde ve svém kočáře. V ranních a dopoledních hodinách následujícího dne řídil bitvu z vrcholu kopce. Odtud dal v půl deváté rozkaz k útoku na Pracké výšiny. Zde spatřil legendární vycházející le soleil d'Austerlitz – slavkovské krvavé slunce.

### Památník

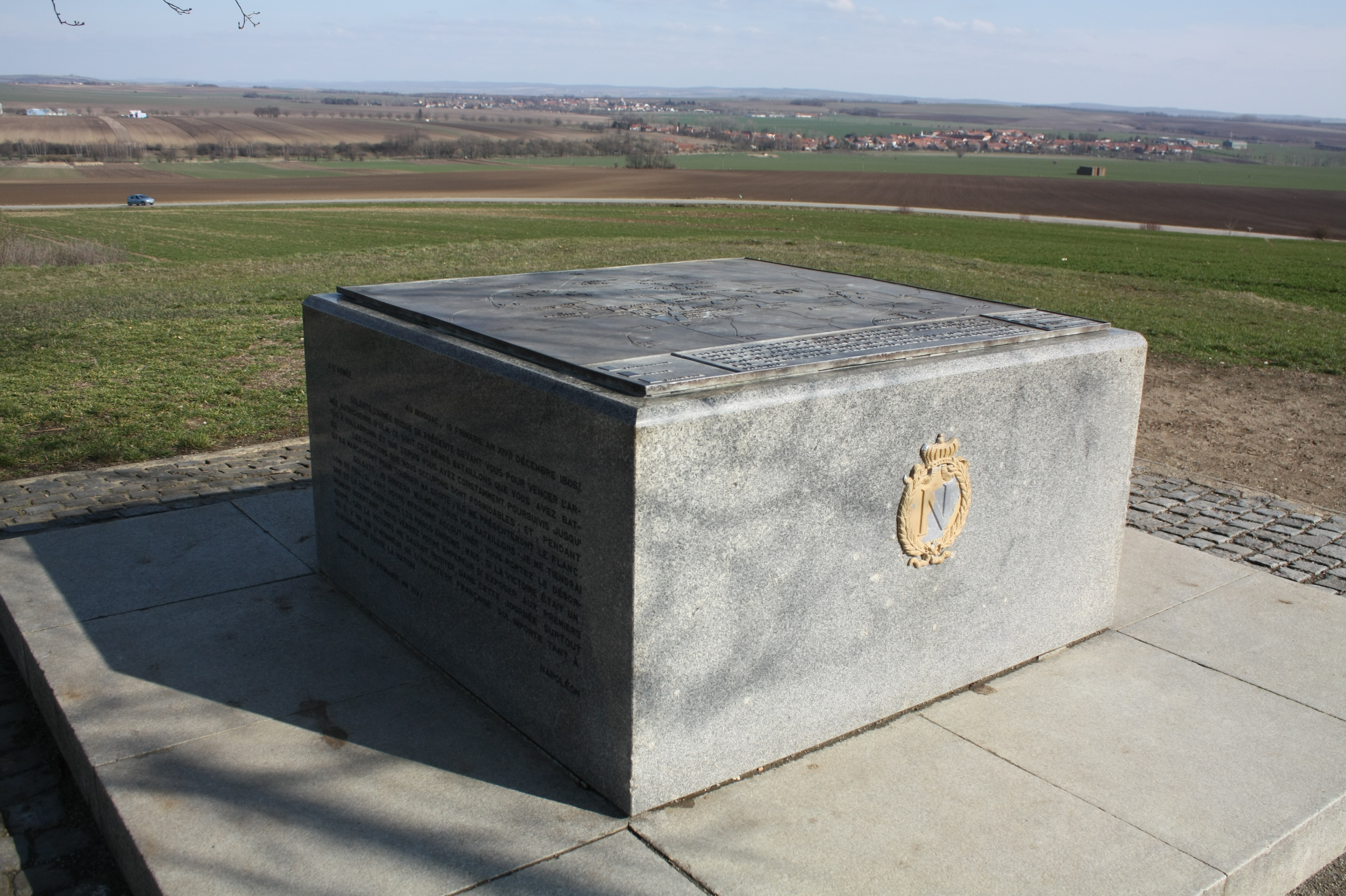
Památník na Žuráni v roce 2009

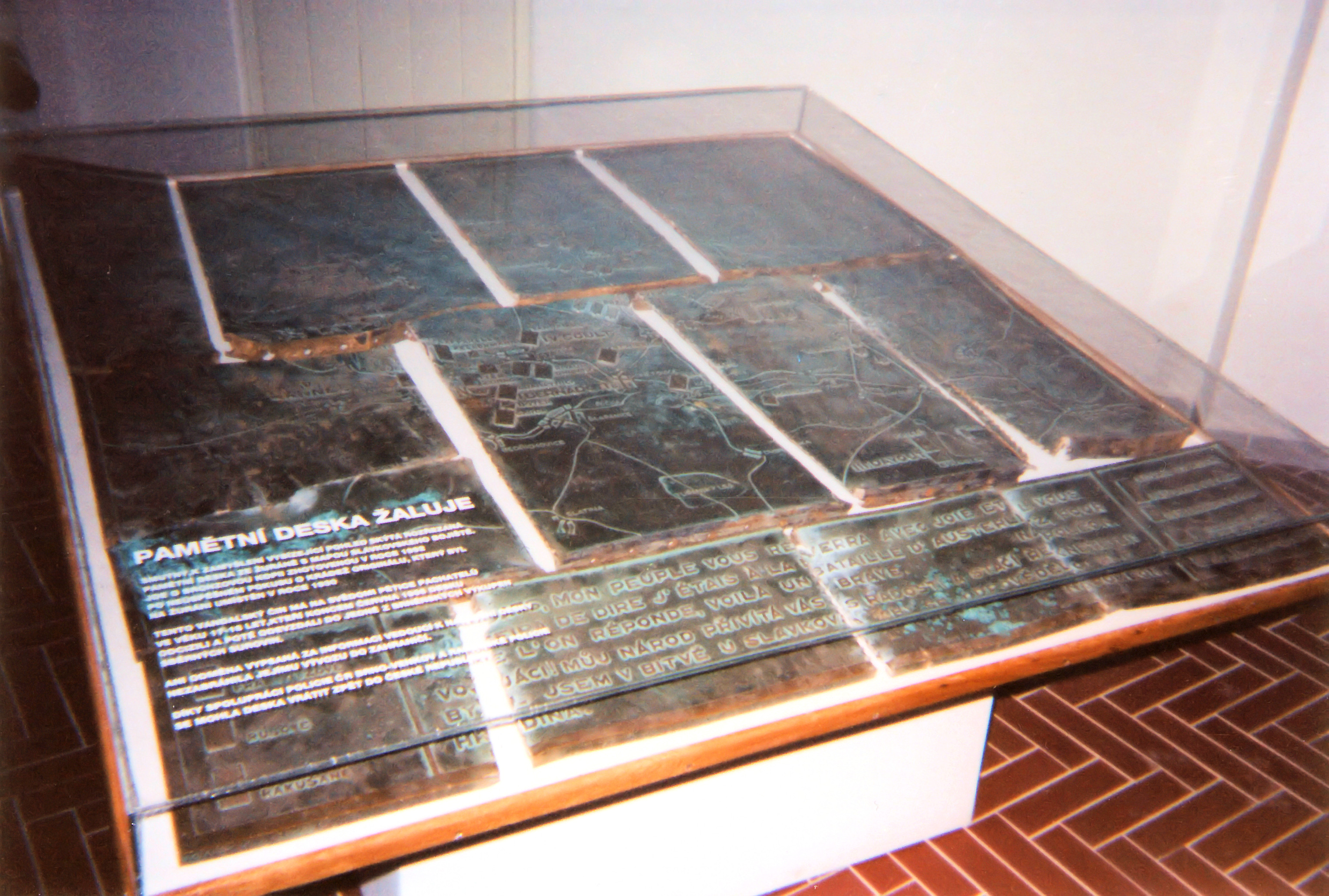
Rozřezaná bronzová deska v roce 1995

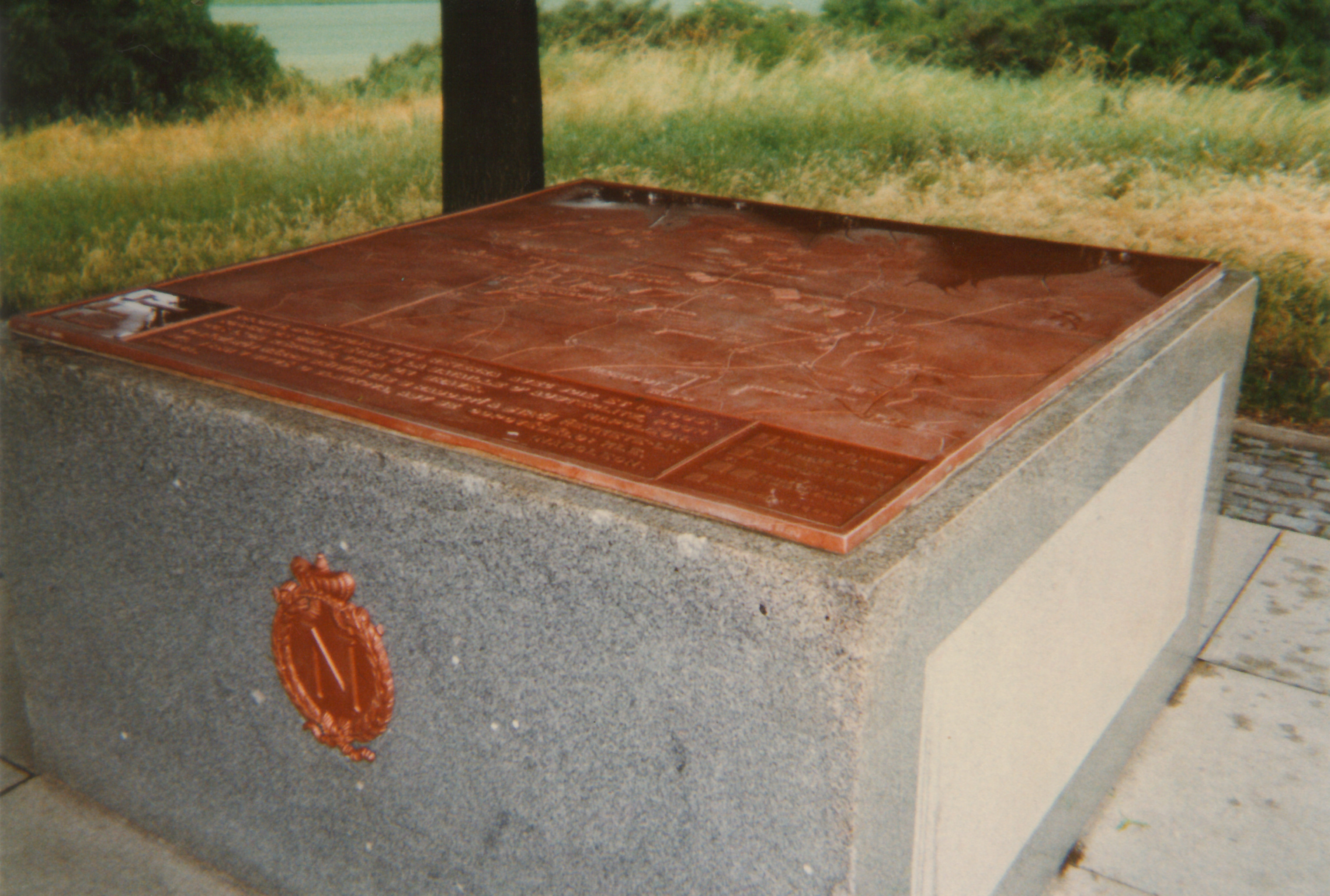
Podoba památníku v roce 1996 s novou kopií desky.

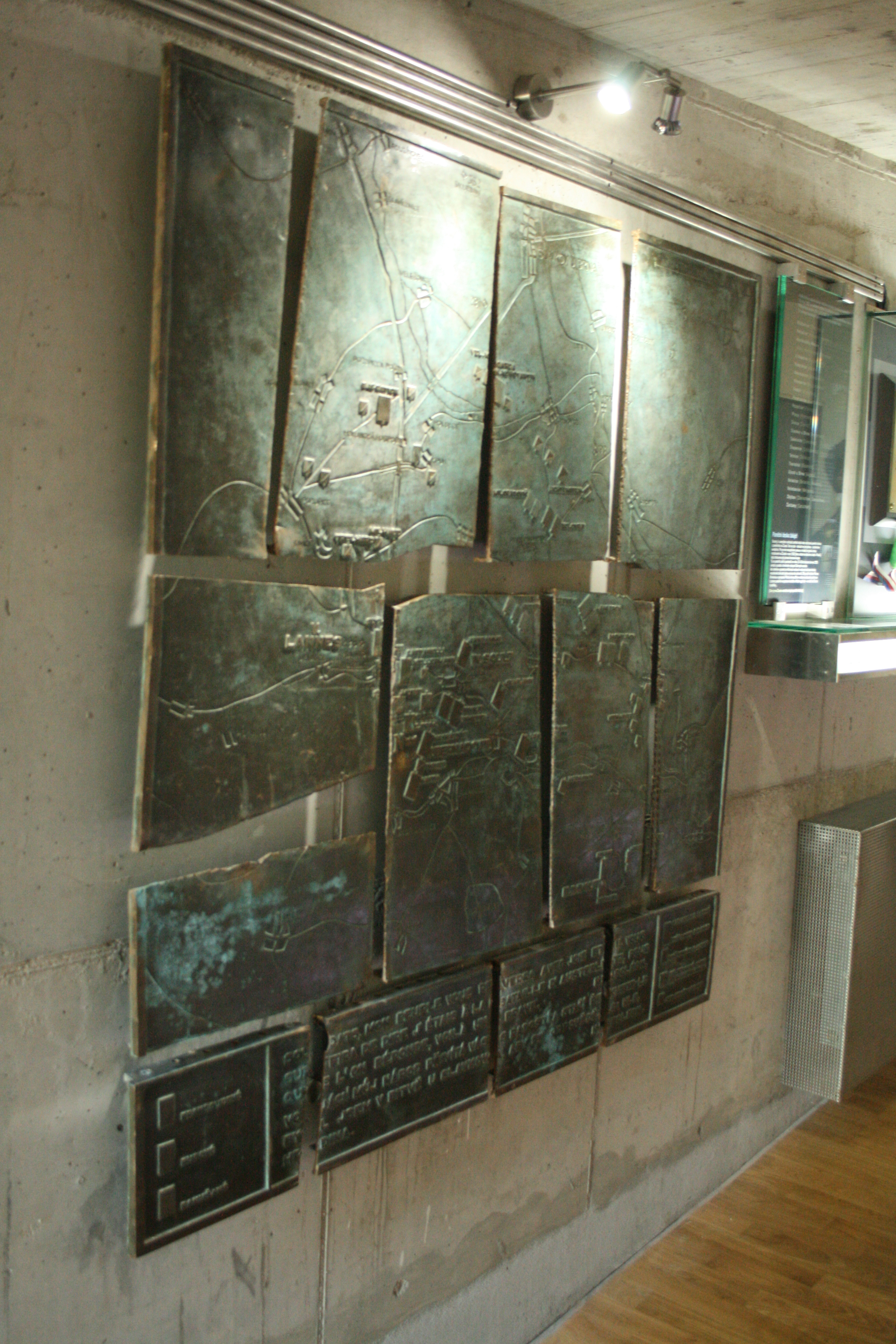
Rozřezaná deska jako součást expozice Památníku Mohyla míru.

Dne 5. července 1930 byl na vrcholu Žuráně odhalen památník v podobě leštěného žulového kvádru s bronzovou plastickou mapou bojiště. Nechal jej zřídit generální štáb čs. armády z iniciativy francouzského maršála Louise Francheta d'Esperey. Slavnostního odhalení se účastnil čs. ministr národní obrany Viškovský s generály Syrovým a Podhajským a zástupci francouzské vlády a armády generálové Mittelhauser, Faucher, Duffour a Le Blevec.
Autorem památníku byl pražský architekt Vojtěch Kerhart a bronzové odlitky zhotovil umělecký slévač Karel Barták. Deska s plastickou mapou bojiště o rozměrech 110 x 110 cm zobrazuje bitevní rozložení vojsk 2. prosince 1805 v 7 hodin ráno a obsahuje také citaci z Napoleonovy slavné proklamace po bitvě ve francouzštině a češtině:
| „          | Soldats, mon peuple vous reverra avec joie et il vous suffira de dire j'étais a la bataille d'Austerlitz, pour que l'on réponde, voila un brave. | “ |
| — Napoleon | |   |

| „          | Vojáci! Můj národ přivítá vás s radostí a stačí řeknete-li: byl jsem v bitvě u Slavkova, aby se odpovědělo: hle, hrdina. | “ |
| — Napoleon | |   |

Kromě reliéfní mapy s nápisem Barták odlil také napoleonský znak na východní straně kvádru – písmeno N s císařskou korunou, lemované vavřínovým věncem se stuhou. Na ostatních stranách kvádru byly další nápisy, z nichž se dochovala jen francouzská verze Napoleonova rozkazu v předvečer bitvy:
| „ | A l'armée. Au bivouac, 10. frimaire an XIV (1 décembre 1805). Soldats, l'armée russe se présente devant vous pour venger l'armée autrichienne d'Ulm. Ce sont ces mêmes bataillons que vous avez battus à Hollabrun et que depuis vous avez constamment poursuivis jusqu’ici. Les positions que nous occupons sont formidables, et, pendant qu'ils marcheront pour tourner ma droite, ils me présenteront le flanc. Soldats, je dirigerai moi-même tous vos bataillons, je me tiendrai loin du feu, si, avec votre bravoure accoutumée, vous portez le désordre et la confusion dans les rangs ennemis, mais, si la victoire était un moment incertaine, vous verriez votre Empereur s'exposer aux premiers coups, car la victoire ne saurait hésiter, dans cette journée surtout où il y va de l'honneur de l'infanterie française qui importe tant à l'honneur de toute la nation (…) Napoléon (moniteur du 25. frimaire an XIV) | “ |

Jednotlivé kovové prvky z památníku byly několikrát odcizeny. V roce 1995 zmizela celá deska s mapou a později byla nalezena rozřezaná na 13 kusů ve sběrně kovů v Rakousku. Už tehdy se jednalo o kopii původního díla. Nalezené segmenty byly při příležitosti 190. výročí bitvy vystaveny ve šlapanickém muzeu a poté uloženy na obecním úřadě v Podolí. Při rekonstrukci a dostavbě muzejního pavilonu na Mohyle míru byly roku 2010 instalovány do tamní nové expozice slavkovského bojiště. Na památníku desku roku 1996 nahradila replika z jiného materiálu, která však byla v dubnu 2004 znovu ukradena a opět nahrazena.
Vrchol kopce s památníkem je z meziválečného období uváděn jako exteritoriální území Francie. Památník na Žuráni je nemovitou kulturní památkou.